# Stangl (Gemeinde Ulrichsberg)
Stangl ist eine Ortschaft in der Gemeinde Ulrichsberg im Bezirk Rohrbach in Oberösterreich.

## Geographie
Das Dorf Stangl befindet sich südwestlich des Gemeindehauptorts Ulrichsberg am rechten Ufer der Großen Mühl. Die Ortschaft umfasst einschließlich der Streusiedlung Haining 42 Adressen (Stand: 1. April 2020). Sie liegt im Einzugsgebiet des Bernbachs. Stangl ist Teil der 22.302 Hektar großen Important Bird Area Böhmerwald und Mühltal.

## Kultur und Sehenswürdigkeiten

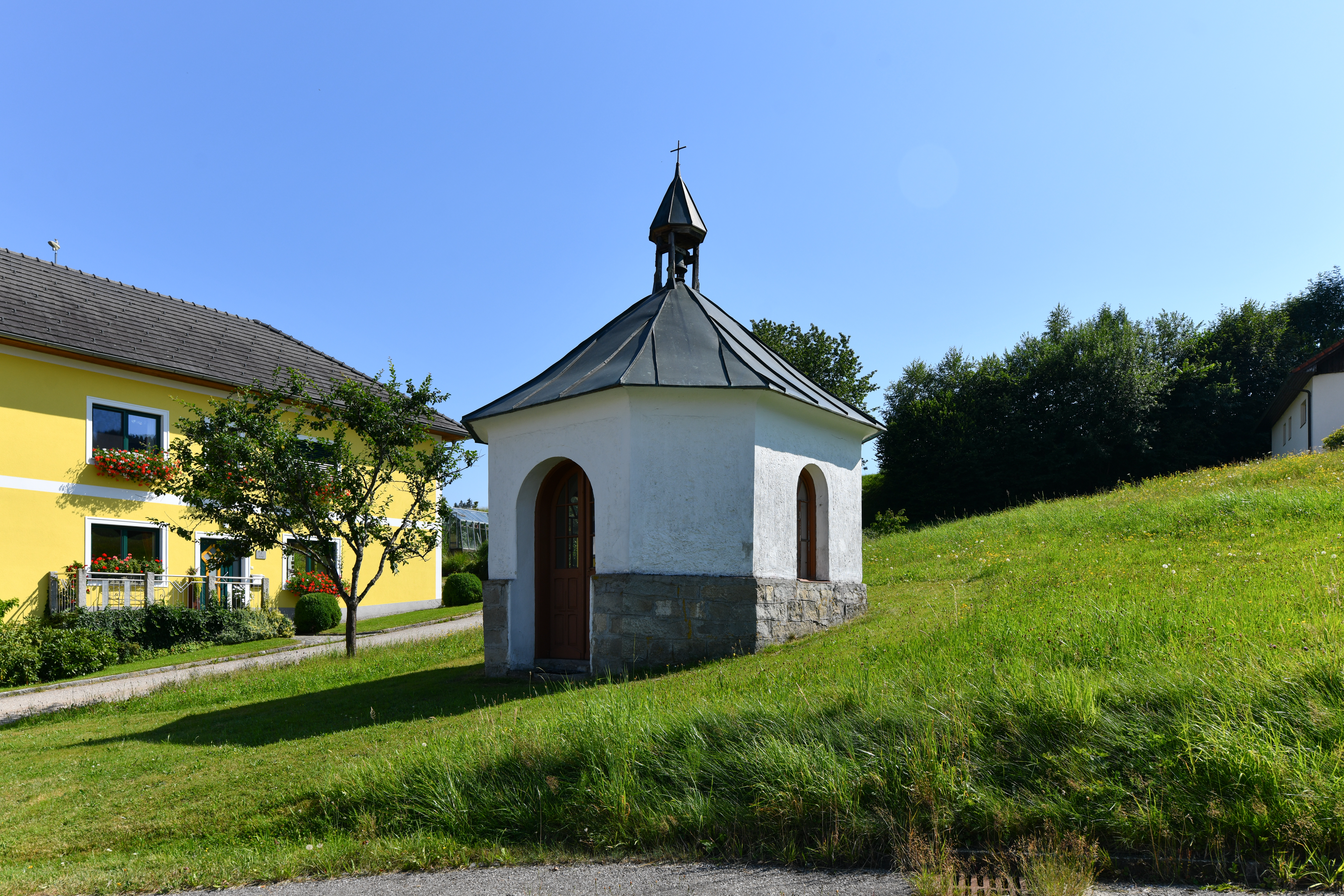
Kapelle in Stangl

Die Kapelle in Stangl wurde von der Bevölkerung aus Dank dafür errichtet, dass das Dorf in der Endphase des Zweiten Weltkriegs nicht in Mitleidenschaft gezogen worden war. Das Marienbild der Kapelle ist ein Werk des Wiener Malers Ernst Schrom. Der Hof Stangl Nr. 4 ist mit der Jahreszahl 1878 bezeichnet. Die beiden Tabernakelsäulen im Dorf sind mit den Jahreszahlen 1780 beziehungsweise 1659/1806 beschriftet.
In Stangl nimmt der 4 km lange Wanderweg Sonniger Steig seinen Ausgang. Der 11,1 km lange Rundwanderweg Böhmerwaldblickweg, der 11 km lange Rundwanderweg Torfaurunde und die Wanderreitroute Böhmerwald – Große Mühl verlaufen durch die Siedlung.